# سید مصطفی صفایی خوانساری
سید مصطفی صفایی خوانساری فرزند سید احمد  خوانساری مشهور به صفایی از سادات حسینی در سال ۱۲۸۱ هجری شمسی در خوانسار متولد شده‌است. بخشی از آثار اجتماعی ایشان عبارت است از: بازسازی مسجد بزرگ محله پایتخت خوانسار، بازسازی مساجد و برخی مدارس خوانسار می‌باشد.

## زاد روز
سید مصطفی صفایی خوانساری فرزند   سید احمد حسینی صفایی خوانساری از سادات حسینی در سال ۱۲۸۱ هجری شمسی در خوانسار متولد شده‌است.

## تحصیل دروس پایه
وقتی به سن تحصیل رسید دروس ابتدایی را در مکتب‌خانه آغاز کرد و در نوجوانی در مدرسه مریم بیگم ادامه تحصیل داد. دروس مقدماتی را نزد دایی خود سید علی رضوی خوانساری و دروس عالی را نزد پدر خود سید احمد صفایی حسینی خوانساری و سایر اساتید زمان همچون آخوند محمد بیدهندی،آقا سید علی اکبر موسوی خوانساری و آقا میرزا محمود ابن الرّضا خوانساری فرا گرفت و دروس سطوح را به پایان رساند.

## تحصیل در حوزه
زمانی که در ماه شعبان ۱۳۴۰هجری قمری عبدالکریم حائری از شهر اراک به قم مهاجرت کرد و به تأسیس و بازسازی حوزه علمیّه قم پرداخت، سید مصطفی صفایی خوانساری هم به این شهر مهاجرت کرد تا در دروس اصول و فقه ایشان شرکت کند. بعد از مدتی سید مصطفی مورد توجه عبدالکریم حائری قرار گرفت به طوری که وقتی اهالی محلّه چهل اختران قم از عبدالکریم حائری خواستند یکی از علمای مورد اطمینان خود را جهت اقامه نماز جماعت به آن محل بفرستد، ایشان سید مصطفی خوانساری را معرفی کردند که ایشان هم ۶۰ سال در این محله اقامه نماز کرد. وی در طول دوران تحصیل و پس از آن با سید محمدمهدی غضنفری خوانساری مراوده و رفاقت فراوان داشت و پس از مراجعت سید مهدی غضنفری به خوانسار با وی مکاتبات زیادی داشت که در برخی از کتب تاریخی و علمی درج شده است.

یکی از نشانه‌های مورد وثوق بودن سید مصطفی صفایی خوانساری در نزد عبدالکریم حائری، این بود که در پاسخ به نامه سید محمدتقی خوانساری در مورد ایشان، چنین پاسخ نوشت:
جناب مستطاب شریعتمداری، معظّم له (آقای سید مصطفی صفایی خوانساری) سال‌ها است که در این حوزه علمیّه قم اشتغال به تحصیل داشته و دارد و بحمدالله تعالی به مراتب عالیه نائل شده است و مقامات ایشان از حیث فضل، اجتهاد، تقوا و اخلاق محل شبهه نیست. کثَّرَ اللهُ اَمْثالَهُ
الأحقر عبد الکریم حائری

## هجرت به نجف
سید مصطفی صفایی خوانساری جهت ادامه تحصیل به حوزه علمیّه نجف مسافرت کرد. حدود یک سال مقیم آن شهر شد و در فقه و اصول در کلاس سید ابوالحسن اصفهانی و میرزا حسین نائینی شرکت کرد و همچنین در کلاس درس سید حسین طباطبایی قمی، آقازاده خراسانی، میرزا محمد صادق اصفهانی و آق رضا مسجد شاهی اصفهانی نیز شرکت کرد، سپس به قم بازگشت و تا آخر عمر عبدالکریم حائری در حوزه علمیه قم به تحصیل پرداخت.

## نقش ایشان درماندنسید حسین طباطبایی بروجردیدر قم[۵]
سید حسین طباطبایی بروجردی تحصیلات خود را در حوزه علمیه اصفهان و نجف اشرف گذراند و در نجف ساکن شد. پس از نه سال توقّف در حوزه علمیه نجف برای دیدار بستگان به بروجرد بازگشت که در همان ایّام پدرش محمد حسین بروجردی از دنیا رفت و دیگر نتوانست به نجف بازگردد. ایشان پس از فوت پدر، با اصرار مردم و علما مرجع تقلید مردم بروجرد و اطراف آن شد و سی و سه سال در بروجرد اقامت گزید. به دلیل بیماری برای مداوا در بیمارستان فیروزآبادی شهر ری بستری شد، در این مدّت جمعیّت بسیاری از عموم طبقات به عیادت او آمدند و علما، فضلا و مدرّسین برجسته قم ضمن عیادت، از وی خواستند پس از بهبودی، در قم اقامت گزیند و مسئولیت حوزه علمیّه قم را عهده‌دار شود. ایشان پس از استخاره به قم حرکت کرد و در روز نهم دی ماه سال ۱۳۲۳شمسی وارد قم شد و تا آخر عمر، حدود پانزده سال، در قم به تدریس، رسیدگی به امور و تصدّی مرجعیّت و زعامت حوزه قم پرداخت.
یکی از افرادی که برای آمدن سید حسین طباطبایی بروجردی به قم، تلاش و اصرار فراوانی داشت و نقش مؤثّری ایفا کرد، سید مصطفی صفایی خوانساری بود. پس از مهاجرت سید حسین طباطبایی بروجردی به قم، بستگان ایشان و بزرگان بروجرد به قم آمدند تا با اصرار، ایشان را به بروجرد برگردانند.

حاج سید احمد صفایی به نقل از سید مصطفی صفایی خوانساری می‌گوید:
یک روز سید روح‌الله خمینی اینجانب را دید و گفت «آقای خوانساری! این آقایان می‌خواهند آیت‌الله بروجردی را برگردانند و ما نباید اجازه بدهیم چنین امری اتفاق بیفتد، زیرا حفظ حوزه بر ما واجب است.» لذا به پیشنهاد سید 
روح‌الله خمینی جلسه‌ای در حضور سید حسین طباطبایی بروجردی تشکیل گردید که در آن جلسه، سید روح‌الله خمینی و چندین نفر از علما و بزرگان حوزه و اینجانب حاضر بودیم. به آقای بروجردی عرض کردند که در حوزه علمیه قم بماند، گفتند: «این آقایان آمده‌اند، باید برگردم.» در این لحظه من که دارای صراحت لهجه خاص خود بودم، به آقای بروجردی عرض کردم: «آقا! در بروجرد، چند نفر مجتهد تربیت کردید یا خواهید فرمود؟ ولی در قم که بمانید، قادر خواهید بود ده‌ها عالم و مجتهد تربیت نموده و از نابودی حوزه علمیّه جلوگیری کنید، بنابراین من حکم می‌کنم که ماندن شما در حوزه، واجب و بازگشت به بروجرد حرام است.» در این موقع، سید روح‌الله خمینی گفت: «حکم حکم لازم‌الاجرا و اطاعت از آن، ضروری است.»، دیگران نیز همین جمله را تکرار نمودند. سرانجام سید حسین طباطبایی بروجردی قبول کرد که در قم بماند و بارها در مناسبت‌های مختلف می‌گفت: «به حکم آقای خوانساری، در قم ماندم.»

## مقام علمی
سید مصطفی صفایی خوانساری از معدود شخصیت‌های علمی حوزه علمیه قم بود که در زمینه علوم مختلف اسلامی صاحب نظر بود و با ذهن قوی و حافظه‌ای کم‌نظیر به بحث و بررسی پیرامون مسائل فقهی، حدیثی، کلامی، اصولی، تفسیری، فلسفی، تاریخ، رجال و درایه می‌پرداخت.

پس از فوت سید مصطفی صفایی خوانساری، سید محمد باقر ابطحی اصفهانی پس از بیان خوابی که شب قبل از فوت ایشان دیده بود، گفت:
«مرحوم آقای خوانساری، مرجع عامه (عوام) نبودند، ولی «مرجع المحقّقین» بودند و منِ ابطحی تا دیروز اگر معضل و مشکل علمی داشتم، نگران نبودم و از ایشان سؤال می‌کردم، ولی با تأسف، امروز چنین فردی را سراغ ندارم که جامع علوم مختلف باشد.»
سید حسین طباطبایی بروجردی مهم‌ترین و حساس‌ترین مسائل مربوط به شخصیت‌های علمی شهرستان‌ها و مراجع مقیم در استان‌ها را به صورت مکتوب با سید مصطفی صفایی خوانساری مطرح و ارجاع می‌داد و در حقیقت، موضوع بسیار حساس ارتباط با مراجع را به ایشان محوّل کرده بود.
روزی یکی از مدرسین قم که درس خارج را تدریس می‌کند، نزد سید مصطفی صفایی خوانساری آمد و گفت: من فلان جمله از باب «جواهر الکلام» را هر چقدر مطالعه می‌کنم، احساس می‌کنم مطلب ابراز شده بر خلاف موضوعی می‌باشد که صاحب جواهر در پی اثبات آن است، لذا خدمت شما رسیده‌ام. سید مصطفی صفایی خوانساری با حضور ذهن و بدون مراجعه به کتابخانه و مطالعه جواهر، فرمود: «شما اگر دو صفحه قبل را با دقت مطالعه فرمایید، ملاحظه می‌کنید که صاحب جواهر در آن جا چنین فرموده... مشکل شما حل خواهد شد.» او بر اساس همین راهنمایی رفتار کرد و مشکل علمی اش حل شد.
سید مصطفی صفایی خوانساری شاگردان بسیاری تربیت ورد که از جمله ایشان شیخ هادی عباسی خراسانی هستند که اکنون از مجتهدین و مدرسین خارج در قم هستند.

## ارتباط با سید روح‌الله خمینی
سید مصطفی صفایی خوانساری از بدو ورود به قم ارتباط زیادی باسید روح‌الله خمینی داشت. سید مصطفی صفایی خوانساری در بسیاری از دروس، همراه و همدرس ایشان بود، از جمله می‌توان به درس شرح مصباح الانس و شرح فصوص قیصری علامه شاه آبادی و درس آقا شیخ محمد رضا مسجد شاهی که برای مدتی به قم آمده بود اشاره کرد. وی به اتفاق سید روح‌الله خمینی در درس معقول رفیعی قزوینی شرکت داشتند. سید روح‌الله خمینی به‌طور مرتّب با اعزام نماینده، از احوالات سید مصطفی صفایی خوانساری آگاه می‌شد، به طوری که سید روح‌الله خمینی در ماه آخر عمر خویش برای سید مصطفی صفایی خوانساری پیغام فرستاد که:
به علت گرفتاری‌های موجود، من فراموش کردم که ماه گذشته از احوالات شما جویا شوم، ولی دیشب به مناسبتی صبیّه‌ام مرا به یاد شما انداخت، لذا خواستم از شما عذرخواهی کنم
سید مصطفی صفایی خوانساری با نقل این موضوع، پیوسته می‌گفتند:
امام واقعاً یک مرد استثنایی بود. ایشان در بین همنوعانشان بی نظیر بود، چه از لحاظ عبادت و تهجّد و چه از لحاظ علمی، فقه ایشان، فقه قوی ای بود.

## خدمات فرهنگی
سید احمد حسینی خوانساری پدر سید مصطفی صفایی خوانساری می‌خواست با الهام از کتاب الذریعه کتابی بنویسد و دائرةالمعارفی از کتاب‌های شیعه تهیه کند. لازمهٔ تألیف چنین کتابی دسترسی به نسخه‌های خطی و چاپی فراوان بود. علی‌رغم کمی امکانات و کمبودهایی که به خصوص در دورهٔ پهلوی اول بود، و با وجود درد چشم و مشکل بینایی، او کارش را با جمع‌آوری کتاب‌ها آغاز کرد. حتی نسخه‌هایی را که از دیگران قرض می‌گرفت به قلم خودش استنساخ کرد. حاصل کار او شد کتاب «کشف الاستار عن وجه الکتب و الاسفار» که یک‌جور کتاب‌شناسی تفصیلی شیعه بود. با وفات سید احمد خوانساری کتاب‌ها به پسرش سید مصطفی صفایی خوانساری رسید. سید مصطفی خوانساری در قم زندگی می‌کرد و زمان حیات پدر در جمع‌آوری کتاب‌ها کمک‌کارش بود و گاهی نسخه‌هایی را از قم به کتابخانهٔ شخصی پدر در خوانسار می‌فرستاد. به‌علاوه در کتاب‌شناسی هم استاد بود. آقا مصطفی صفایی خوانساری جزو روحانیون فاضل و محقق قم، در بین اهل علم و مراجع تقلید جایگاه ویژه‌ای داشت.
یکی از خدمات سید مصطفی صفایی خوانساری فراهم نمودن گنجینه‌ای نفیس از کتاب‌های خطّی قدیمی و نگهداری آن‌ها بود. آنچه در این راستا مهم است، این که ایشان به علما و فضلا اجازه می‌داد از آن گنجینه استفاده کنند و گاهی کتاب را در اختیار آن‌ها می‌گذاشت. همچنین از ناشران می‌خواست تا به چاپ و انتشار آن‌ها اقدام کنند، با این که این کار موجب کاهش ارزش مادی کتب خطّی می‌شد. حاصل این کار انتشار ده‌ها اثر علمی در زمینه‌های فقه، حدیث، تاریخ، رجال، عرفان و... بود که هم کنون در کتابخانه‌های کشورها، در اختیار علاقه‌مندان به معارف اسلام و تشیّع قرار دارند.
کتابخانهٔ خوانساری ۱۵۱۲ نسخهٔ خطی داشت و ۶۵۰۰ نسخهٔ چاپی. قدمت ۶۲ نسخه از آن به قبل از سال هزار هجری قمری برمی‌گشت و ۲۷۰ نسخه‌اش به قلم سید احمد خوانساری استنساخ شده بود. ۱۱۰ نسخه مزین به دست‌خط علما و بزرگان دین بود و ۶۲ نسخهٔ دیگر هم تذهیب‌کاری شده بود. خوانساری از کتاب‌ها به‌دقت محافظت می‌کرد. تعدادی از کتب نفیس را به شکل جداگانه در صندوقچه‌هایی مخصوص نگه می‌داشت و در هر صندوقچه، یک جلد قرآن و یک جلد صحیفهٔ سجادیه می‌گذاشت تا کتاب را از آسیب‌های احتمالی حفظ کند.

### سرگذشت کتابخانه
چند سال بعد سید علی خامنه‌ای ماجرای خرید کتابخانه سید مصطفی صفایی خوانساری در یکی از سخنانش این‌طور شرح داد:
ما کتابخانهٔ مرحوم حاج مصطفی خوانساری را بعد از وفات ایشان خریدیم. ایشان کتابخانهٔ بسیار نفیسی با پنج، شش هزار جلد کتاب خوب داشت که حدود هزار و اندی از کتاب‌هایش خطی بود. من چون دیدم این کتاب‌ها از دست می‌رود؛ ضایع می‌شود، همه‌اش را خریدیم. ایشان مثل چشمش این کتاب‌ها را حفاظت می‌کرد. ما کتاب‌های خطی کتابخانهٔ ایشان را به آستان قدس فرستادیم و کتاب‌های چاپی‌اش را هم به مؤسسهٔ آقای مصباح در قم دادیم؛ هدیه کردیم

## درگذشت
سید مصطفی صفایی خوانساری سرانجام در صبح روز جمعه ۲۳ مهر ۱۳۷۱ برابر با ۱۸ ربیع‌الثانی ۱۴۱۳ ق در ۹۰ سالگی چشم از جهان فروبست و در حرم فاطمه معصومه به خاک سپرده شد.